# Мецієті
Мецієті (груз. მეწიეთი) — село в Грузії.
За даними перепису населення 2014 року в селі проживає 125 осіб.